# 지연-내성 네트워크

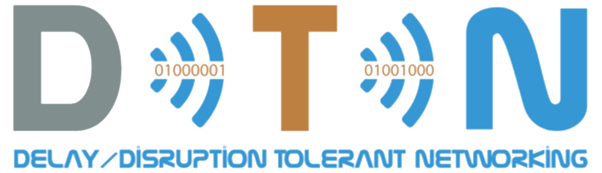

지연-내성 네트워킹(Delay-tolerant networking, DTN)는 연속적인 연결이 부족할 수 있는 이종 네트워크의 기술적인 문제를 해결하기 위한 컴퓨터 네트워크 아키텍처에 대한 접근법이다. 이러한 네트워크의 예로는 모바일 또는 극한의 지상 환경에서 작동하는 네트워크나 우주에서 계획된 네트워크가 있다.
최근에는 많은 DTN 프로젝트에 자금을 지원 한 DARPA의 지원으로 인해 단절-내성 네트워킹이라는 용어가 미국에서 통용된다. 단절은 무선 라디오 범위의 한계, 모바일 노드의 희소성, 에너지 자원, 공격 및 소음으로 인해 발생할 수 있다.

## 역사
1970년대에, 컴퓨터 크기의 다운 사이징에 힘입어, 연구원들은 고정되지 않은 컴퓨터 간의 라우팅을 위한 기술을 개발하기 시작했다. ad hoc 라우팅 분야는 1980년대에 활성화 되지 않았지만, 1990년대 모바일 ad hoc 네트워킹과 차량용 ad hoc 네트워킹 분야가 관심을 얻으면서 무선 프로토콜 저변이 확대됨에 따라 활력을 되찾았다.